# MQ-28 ゴーストバット
MQ-28 ゴーストバット
オーストラリア国際航空ショーで展示されるMQ-28（2023年）
- 分類：無人航空機
- 設計者：ボーイング・オーストラリア（英語版）
- 製造者：
- 運用者：オーストラリア空軍
- 初飛行：2021年2月27日[1][2]
- 生産数：2機[3](合計13機を発注済み)

ボーイング MQ-28ゴーストバット（英語: Boeing MQ-28 Ghost Bat）とはオーストラリア空軍向けにボーイング・オーストラリアが開発中の、ステルス化された多用途無人航空機である。以前の名称はBoeing Airpower Teaming System (ATS)、またロイヤル・ウィングマン（Royal Wingman） 計画でも知られる。これは人工知能を用いた自律作戦に単独投入でき、または補助のために有人航空機に従って飛行し、戦力を増強する機材として設計されている。

## 開発
MQ-28は無人航空機であり、先頭部にAIを組み込み、さらにモジュラーミッションパッケージシステムを利用している。この機の先頭部全体がそっくり除去でき、すみやかに異なる機材セットや兵装を搭載した先頭部分と交換でき、戦闘、威力偵察、電子戦などに対応している。役割の一つはオーストラリア空軍の有人航空機の補助であり、例えばF-35A、F/A-18F、またE-7Aの防衛や監視作業である。このUAVは「忠実な僚機」として働くよう設計されており、偵察や、もし攻撃を受けた際には敵機の攻撃の盾となるなど、任務遂行のため親機によって操縦される。また同様に独立して運用もできる。
この機体は、過去半世紀以上のオーストラリアにおいて開発・設計される最初の戦闘用航空機になるものとされる。本機がクイーンズランドで生産されるか、またはアメリカで実施するかについてボーイングは「市場次第である」と述べている。2021年9月21日、ボーイング・オーストラリアは新規生産施設が、クイーンズランド州トゥーンバのトゥーンバ・ウェルキャンプ空港にて稼働することを明かした。
当初、オーストラリア空軍ではロイヤル・ウィングマン開発計画（LWADP）の一環として、3機のAirpower Teaming System (ATS)を購入すると計画していた。3機は、クイーンズランド州ブリスベンの自動化された生産ラインで製造された。生産ラインは全体的な量産計画を試験するものだった。生産指示は初飛行の日の後、1億1500万豪ドルの契約とともに6機に増強された。

### 公開
2019年のオーストラリア国際航空ショーでフルスケールのモックアップが公開されたのち、2020年3月、本物の最初の機体がシステムへの電源投入を達成し、2020年5月にボーイング・オーストラリアにて完成した。これに伴う公開画像では試作機の詳細が示されており、また動画ではこのドローンの作戦能力が描写されている。オーストラリア首相スコット・モリソンは「我々の国にとって、そしてオーストラリアの国防にとって真に歴史的な瞬間だ。」と述べている。

### 試験
ボーイングはATS初号機のエンジン出力の第1回強化を2020年9月に告知した。エンジン試験は、2020年末に行われる初飛行を準備するための地上試験の一部だった。
Boeing Airpower Teaming System (ATS)試作機は、2020年10月になると初めて自前の動力で移動できるようになり、低速のタキシング試験をアンバレー空軍基地にて実施した。のち2020年12月、Boeing Airpower Teaming Systemは無人遠隔環境での高速タキシング試験を実行した。
2021年2月27日、試作機の初飛行がウーメラ空軍基地で実施された。
2021年11月初めごろ、ウーメラ立入制限区域で更に2度の飛行テストが実施され、ここで試作機は降着装置の出し入れに成功した。一方で試作2号機の初飛行を成功させた。

### 名称
2022年3月21日、オーストラリア空軍での活動においてロイヤル・ウィングマンをMQ-28A ゴーストバットとして告知するため、オフィシャルな命名式がアンバレー空軍基地で行われた。名称はオーストラリア大陸の北部で見られるコウモリにちなんでいる。ゴーストバットはオーストラリア固有の哺乳類であり、獲物を探し出して捉えるため、多数が共にチームを組むことが知られており、この機のユニークなセンサーや情報処理、監視や偵察能力などの特徴を反映している

## 性能
内容は脚注に基づく。
- 乗員:無し
- 全長:11.7m
- 航続:3,700km